# Granges-sur-Vologne
Granges-sur-Vologne és un municipi francès, situat al departament dels Vosges i a la regió del Gran Est. L'any 2007 tenia 2.315 habitants.

## Demografia

### Població
El 2007 la població de fet de Granges-sur-Vologne era de 2.315 persones. Hi havia 995 famílies, de les quals 347 eren unipersonals (129 homes vivint sols i 218 dones vivint soles), 306 parelles sense fills, 294 parelles amb fills i 48 famílies monoparentals amb fills.
La població ha evolucionat segons el següent gràfic:
Habitants censats

### Habitatges
El 2007 hi havia 1.302 habitatges, 1.005 eren l'habitatge principal de la família, 146 eren segones residències i 152 estaven desocupats. 838 eren cases i 463 eren apartaments. Dels 1.005 habitatges principals, 638 estaven ocupats pels seus propietaris, 340 estaven llogats i ocupats pels llogaters i 26 estaven cedits a títol gratuït; 4 tenien una cambra, 59 en tenien dues, 188 en tenien tres, 292 en tenien quatre i 461 en tenien cinc o més. 778 habitatges disposaven pel capbaix d'una plaça de pàrquing. A 503 habitatges hi havia un automòbil i a 312 n'hi havia dos o més.

### Piràmide de població
La piràmide de població per edats i sexe el 2009 era:
| Homes | Edats   | Dones |
| ----- | ------- | ----- |
| 4     | 95 o +  | 0     |
| 4     | 90 a 94 | 32    |
| 12    | 85 a 89 | 36    |
| 20    | 80 a 84 | 24    |
| 24    | 75 a 79 | 84    |
| 44    | 70 a 74 | 76    |
| 96    | 65 a 69 | 72    |
| 76    | 60 a 64 | 88    |
| 52    | 55 a 59 | 68    |
| 72    | 50 a 54 | 72    |
| 96    | 45 a 49 | 84    |
| 96    | 40 a 44 | 88    |
| 72    | 35 a 39 | 100   |
| 112   | 30 a 34 | 56    |
| 76    | 25 a 29 | 56    |
| 68    | 20 a 24 | 72    |
| 68    | 15 a 19 | 52    |
| 76    | 10 a 14 | 76    |
| 60    | 5 a 9   | 104   |
| 60    | 0 a 4   | 68    |

## Economia
El 2007 la població en edat de treballar era de 1.370 persones, 917 eren actives i 453 eren inactives. De les 917 persones actives 811 estaven ocupades (438 homes i 373 dones) i 106 estaven aturades (51 homes i 55 dones). De les 453 persones inactives 179 estaven jubilades, 107 estaven estudiant i 167 estaven classificades com a «altres inactius».

### Ingressos
El 2009 a Granges-sur-Vologne hi havia 1.008 unitats fiscals que integraven 2.287 persones, la mediana anual d'ingressos fiscals per persona era de 15.375 €.

### Activitats econòmiques
Dels 118 establiments que hi havia el 2007, 6 eren d'empreses alimentàries, 15 d'empreses de fabricació d'altres productes industrials, 17 d'empreses de construcció, 28 d'empreses de comerç i reparació d'automòbils, 3 d'empreses de transport, 10 d'empreses d'hostatgeria i restauració, 2 d'empreses d'informació i comunicació, 6 d'empreses financeres, 3 d'empreses immobiliàries, 7 d'empreses de serveis, 14 d'entitats de l'administració pública i 7 d'empreses classificades com a «altres activitats de serveis».
Dels 28 establiments de servei als particulars que hi havia el 2009, 1 era una oficina de correu, 2 oficines bancàries, 1 funerària, 3 tallers de reparació d'automòbils i de material agrícola, 1 taller d'inspecció tècnica de vehicles, 2 paletes, 3 guixaires pintors, 4 fusteries, 2 lampisteries, 3 electricistes, 4 perruqueries, 1 restaurant i 1 agència immobiliària.
Dels 14 establiments comercials que hi havia el 2009, 1 era una botiga de més de 120 m², 2 fleques, 2 carnisseries, 2 llibreries, 3 botigues de roba, 1 una sabateria i 3 floristeries.
L'any 2000 a Granges-sur-Vologne hi havia 18 explotacions agrícoles que ocupaven un total de 144 hectàrees.

## Equipaments sanitaris i escolars
El 2009 hi havia 2 farmàcies i 2 ambulàncies.
El 2009 hi havia 1 escola maternal i 1 escola elemental. Granges-sur-Vologne disposava d'un col·legi d'educació secundària amb 128 alumnes.

## Poblacions més properes
El següent diagrama mostra les poblacions més properes.